# Sorbets (Landes)
Sorbets település Franciaországban, Landes megyében. Lakosainak száma 193 fő (2022. január 1.). Sorbets Aire-sur-l’Adour, Bahus-Soubiran, Geaune, Latrille, Mauries, Miramont-Sensacq és Pécorade községekkel határos.

## Népesség
A település népessége az elmúlt években az alábbi módon változott:
| Lakosok száma | 225  | 199  | 179  | 185  | 194  | 198  | 197  | 196  | 191  | 193  |
|               | 1968 | 1982 | 1990 | 2006 | 2013 | 2015 | 2017 | 2019 | 2020 | 2022 |